# Rocket (Napels)
Rocket is een historisch merk van motorfietsen.
De bedrijfsnaam was: S.p.A. Industria Meccanica Neapoletana, Napoli.
Dit Italiaanse bedrijf bouwde moderne 198cc-kopklep-boxermotoren met cardanaandrijving die leken op de Hoffmann Gouverneur. De productie begon in 1953 en werd in 1958 beëindigd.